# Tomáš Šach
Tomáš Šach, född den 22 juli 1947 i Prag, Tjeckien, är en tjeckoslovakisk kanotist.
Han tog bland annat VM-silver i C-2 500 meter i samband med sprintvärldsmästerskapen i kanotsport 1975 i Belgrad.